# Adercosaurus vixadnexus
Adercosaurus vixadnexus là một loài thằn lằn trong họ Gymnophthalmidae. Loài này được Myers & Donnelly mô tả khoa học đầu tiên năm 2001.